# Bouillé-Courdault
Bouillé-Courdault är en kommun i departementet Vendée i regionen Pays de la Loire i västra Frankrike. Kommunen ligger i kantonen Maillezais som tillhör arrondissementet Fontenay-le-Comte. År 2022 hade Bouillé-Courdault 595 invånare.

## Befolkningsutveckling
Antalet invånare i kommunen Bouillé-Courdault
| Referens: INSEE |